# Île Cortes
L'île Cortes (en anglais : Cortes Island) est une des îles Discovery, dans le détroit de Géorgie, en Colombie-Britannique, au Canada. 

## Description
L'île fait partie des territoires traditionnels des Premières nations We Wai Kai, Kwiakah, Homalco et Klahoose. 
Île Cortes mesure 25 km de long, 13 km de large et 130 km2 de superficie. Elle a une population de 1 042 résidents permanents (recensement de 2006). 
L'île a été nommée en 1792 lors de l'expédition de Galiano et Valdés, probablement en l'honneur d'Hernán Cortés, le conquérant espagnol du Mexique.
L'accès à l'île de Cortes se fait par avion via une piste d'atterrissage privée à l'extrémité sud de l'île, ou en ferry à partir de l'île Quadra, elle-même accessible depuis Campbell River sur l'île de Vancouver via BC Ferries.

## Source
- (en) Cet article est partiellement ou en totalité issu de l’article de Wikipédia en anglais intitulé « Cortes Island » (voir la liste des auteurs).